# Orival (Charente)
Orival település Franciaországban, Charente megyében. Lakosainak száma 150 fő (2022. január 1.). Orival Chalais, Courlac, Montboyer, Rouffiac és Saint-Quentin-de-Chalais községekkel határos.

## Népesség
A település népessége az elmúlt években az alábbi módon változott:
| Lakosok száma | 123  | 173  | 177  | 160  | 156  | 154  | 154  | 152  | 151  | 150  |
|               | 1968 | 1982 | 1990 | 2006 | 2013 | 2015 | 2017 | 2019 | 2020 | 2022 |